# クレヨンしんちゃん 嵐を呼ぶ黄金のスパイ大作戦
『クレヨンしんちゃん 嵐を呼ぶ黄金のスパイ大作戦』（クレヨンしんちゃん あらしをよぶおうごんのスパイだいさくせん）は、2011年4月16日公開の『クレヨンしんちゃん』劇場映画シリーズ19作目である。
上映時間は107分、興行収入は12億円。

## 概要
本作から監督がしぎのあきらから増井壮一に変更された。また、本作では関ジャニ∞（現：SUPER EIGHT）が主題歌を担当し、メンバーの村上信五と大倉忠義はゲスト声優として特別出演する。本シリーズで当時のジャニーズ事務所（現：SMILE-UP.）所属タレントが起用されるのは本作が初。なお関ジャニ∞は2011年2月から同年10月までTVシリーズの主題歌も担当しており、一般アーティストが劇場版のOP・ED両方を担当するのは本作が初となる。
全国325スクリーンで公開され、2011年4月16、17日の初日2日間で興収1億9,396万4,400円、動員16万8,961人になり映画観客動員ランキング（興行通信社調べ）で初登場第2位となった。12歳までの子ども層の比率が高く、ぴあ初日満足度ランキング（ぴあ映画生活調べ）でも第4位になっている。

## ストーリー
いつものように日常を送っていたしんのすけの前に、ある日レモンと名乗る謎の少女が現れた。彼女からアクション仮面のメッセージを受け取ったしんのすけは、レモンの勧めの下スパイになることを決心する。レモンとスパイ訓練を開始したしんのすけは失敗を繰り返しながらも徐々にスパイの技術を身につけ、実は子供スパイだったレモンと共にコンビを組む。
そんなある日、しんのすけ達にアクション仮面から「ヘーデルナ王国で悪の博士から正義のカプセルを奪還せよ」との指令が下った。しんのすけはレモンと家政婦イツハラの助けを借りてヘーデルナ王国へ向かい、「悪の博士」の研究所に潜入する。しかし、そこにいたのは悪の博士ではなくオナラ研究の第一人者であるヘガデル博士という科学者だった。しんのすけから話を聞いた博士は彼がアクション仮面にだまされていると言い、自分が持っているのは「正義のカプセル」ではなくオナラを大量に出させてしまう「メガヘガデルII」という特殊な芋であること、しんのすけに指令を出したのはスカシペスタン共和国の女王達で、彼女達はメガヘガデルIIを奪うためにしんのすけを利用したのだと説得する。
しんのすけはヘガデル博士の言葉を信じず、「正義のカプセル」を奪って研究所から脱出したが…

## 映画オリジナルキャラ
スノモノ・レモン
しんのすけの前に突然現れた少女スパイ。7歳。アクション仮面の仲間である「アクションスパイ」の一員としてしんのすけとともに「悪の科学者」ヘガデル博士の元から「アクションパワーカプセル」を奪還しようとする。既にスパイとしては一流といえる能力を持っており、しんのすけをスパイとして鍛え上げる。家族に対しては絶対服従の考えが定着しているため、自分の家族とは全く異なる野原家の光景を見て困惑していた。
その正体はヘガデル博士が開発した「メガヘガデルII」奪取の指令を受けたスカシペスタン共和国のスパイであり、ヘガデル研究所潜入にしんのすけが必要であった為に彼に近付いた。
しんのすけと接するうちに考えに変化が現れ、最終的にはスカシペスタン共和国を裏切り、しんのすけと共にメガヘガデルIIを摂取し、決死の行動でナーラオとヨースルの野望を打ち砕いた。事件後は家族と共にヘーデルナ王国へ亡命する。
茶色の髪に緑色の瞳をしているが、これはスパイとして変装している時のもの。本来は母親同様に金色の髪に青色の瞳をしている。レモンという名も偽名であり本編では明らかになっていない。別れる際にしんのすけにだけ本名を教えた。
イツハラ
レモンをサポートする家政婦。しかし実際には一流のスパイとしての能力を有しており、レモンとしんのすけの窮地を幾度も救った。年齢は20代らしい。
ヘガデル博士
ヘーデルナ王国の科学者。背丈から顔の輪郭までしんのすけとまったく同じだが、相違点として垂れ目と白髭と白眉、側面だけの白髪が特徴。しんのすけはレモンから「アクションパワーカプセルを奪った悪の科学者」と教えられていたが、実際は屁とイモの研究者。屁が出なくなるイモを作る研究中、偶然メガヘガデルIIを作り出してしまった。
スカシペスタンが極秘研究所潜入のためにしんのすけを利用しようとしているのを知って、まず助手のジャガーとマッシュを春日部に派遣してなんとかしんのすけを説得しようとするもレモンやかすかべ防衛隊の妨害で失敗。続いて研究所に潜入してきたしんのすけと直接会って説得するも失敗してしまう。
性格は温厚ではあるが非常にのんきで、物語の最後にメガヘガデルIIが失われたのを聞いたときもメガヘガデルIIが失われたことよりもどんな味だったのかを聞いてきた（TV版ではカットされている）。
ヘガデル研究所創立50周年記念パーティーのことを国民の前以外には「パーチー」と呼んでいた。
自身の体型が研究所の自分の部屋の鍵となっていたため、世界で唯一彼と完全同体型のしんのすけだけが彼の部屋に入ることができた。
ジャガー、マッシュ
ヘガデル博士の助手2人組。小太りのほうがジャガーで、痩身のほうがマッシュでありジャガーの方が先輩。
ヘガデル博士の指示を受けて、しんのすけをスカシペスタンに利用させないために春日部にやってくる。訓練中のしんのすけを誘い出して何とか説得しようとするも、話の内容が分からないしんのすけに悪戦苦闘したうえ、レモンとかすかべ防衛隊の妨害によって失敗してしまう。
ライム
レモンの母。冷徹な性格でスパイ一族の誇りを重視し、レモンに対して厳しく接する。
ナーラオとヨースルに反抗したレモンを捕らえようとするが、最後はレモンと和解した。
プラム
レモンの父。温和な性格でレモンにも優しく接しており、レモンも彼には素直に応じる。
ナーラオとヨースルに反抗したレモンを説得し、メガヘガデルIIを一度は取り戻すが、偶然股間にしんのすけの頭突きを食らい悶絶する。その後もレモンを止めようと動くが、レモンが銃で攻撃された為、銃を撃つ部下を殴り倒し反抗する。その後レモンと和解し家族としてやり直す事を決めた。
ニセアクション仮面
しんのすけをアクションスパイに任命する。しかし正体はしんのすけをうまく洗脳するために雇われたただのアルバイトで、声色だけは本物のアクション仮面と同じ。
ナーラオ&ヨースル
スカシペスタン共和国の支配者。称号は、ナーラオが最高元帥で、ヨースルが最高総統。レモンとしんのすけを利用してヘガデル博士が開発した「メガヘガデルII」を奪い、世界を征服することが目的。
本人の話によると彼女たちが若いころ、おならが原因で人生を台無しにされたことが判明している。終盤で事実上改心。彼女達同士の関係は不明だが、ストーリー終盤の会話を聞く限りではおそらく親友同士の可能性が高い。

## 用語
スカシペスタン共和国
レモンの母国。国民は尻の形の帽子をかぶっている。ナーラオとヨースルによって支配されている独裁国家であり、また女性が支配していることもあって男性よりも女性の権限が著しく強い国となっている。
これまでもヘーデルナ王国から研究データを盗み出しており、目的のためには手段を選ばないことで知られている。
ヘーデルナ王国
スカシペスタンの隣国。あらゆるイモの名産地であり、国民は山芋の形の帽子をかぶっており関西弁でしゃべる。
- ヘガデル研究所

ヘガデル博士の研究所。創立50周年記念として「となりのトロロイモ」の大試食会を温室で開いている。
研究所は全9階建て。監視カメラや赤外線など厳重な警戒網が張られており、さらに最深部の極秘研究所に入るにはある鍵が必要となる。外観はしんのすけの顔の形である。
メガヘガデルII
ヘガデル博士が屁の出ないイモの研究中、偶然作り出してしまったイモ。 食べた途端に小腸・大腸を刺激し膨大な量の屁を出させてしまう特質を持ち、大量に食べると巨大な建造物を破壊してしまうほどの威力になる。多く摂取するほど強烈な勢いで腹が肥大化するが人体には影響が無く排泄すると元の体型に戻る。
芋羊羹の形でカプセルに保管されている（ヘガデル博士は「芋羊羹」の存在を知らなかった）。
スカシペシタン共和国はこのメガヘガデルIIを数千人に服用させ、その放屁で生成したミサイルを世界各地に放ち、世界中の軍事力を奪って世界を掌握することを目的としていた。野原一家はその最初の実験台としてスカシペシタン共和国に拉致された。
レモンのスパイ道具
パイフォン
連絡やコンピューターへのハッキングを行う際に利用する。
スパイヨーヨー
主に木や柱などに飛び移る際などに利用する。引っ掛けた後ヨーヨーを引っ張ると上へあがることが出来る。
ブリフォン
ランドセルに似ているが、起動すると主翼が展開しジェット噴射によって高速で空中移動することができる。
世界人類スリーサイズ調査センター
アメリカ合衆国にある全人類の体型のデータが保管されている施設。冒頭、レモンがヘガデル博士と同じ体型の人物、すなわち「合鍵」を探すべく潜入した。

## キャスト
- 野原しんのすけ - 矢島晶子
- 野原みさえ - ならはしみき
- 野原ひろし - 藤原啓治
- 野原ひまわり - こおろぎさとみ
- シロ / 風間くん - 真柴摩利
- ネネちゃん - 林玉緒
- マサオくん - 一龍斎貞友
- ボーちゃん - 佐藤智恵
- アクション仮面 / ニセアクション仮面 - 玄田哲章
- ミミコ - 小桜エツ子
- レモン - 愛河里花子
- ライム - 櫻井智
- プラム - 堀内賢雄
- イツハラ - なかじままり
- 研究員 - 龍田直樹、隈本吉成、木村雅史
- 黒服 -  倉田雅世、那須めぐみ
- 美術数男 - 筈見純
- 女子大生 - 足立友、真堂圭
- ナーラオ - 井上喜久子
- ヨースル - 川浪葉子
- フカシ - 大西健晴
- トロロ - 田中一成
- アカリ - 阪口周平
- バター - 浦山迅
- アズマ - 乃村健次
- ジャガー - 村上信五（関ジャニ∞）（友情出演）
- マッシュ - 大倉忠義（関ジャニ∞）（友情出演）
- ヘガデル博士 - 山野史人

## スタッフ
- 原作 - 臼井義人（らくだ社）
- 脚本 - こぐれ京
- 作画監督 -  原勝徳、大森孝敏、針金屋英郎
- 美術監督 -  高橋佐知、渡辺美穂
- キャラクターデザイン -  原勝徳、末吉裕一郎
- 色彩設計 -  野中幸子
- 撮影監督 -  梅田俊之
- ねんどアニメ -  石田卓也
- 音楽 -  荒川敏行、多田彰文、井内啓二
- 音響監督 -  大熊昭
- 編集 -  三宅圭貴
- チーフプロデューサー -  和田泰、杉山登、松下洋子、箕浦克史
- 監督 - 増井壮一
- 絵コンテ -  増井壮一、橋本昌和、髙橋渉、しぎのあきら
- 演出 -  増井壮一、高橋渉
- 動画検査 - 小原健二
- 動画 - じゃんぐるじむ、MarBean Animation、夢弦館、ディオメディア、OH!プロダクション、ラジカルパーティー2、アクセル、AI
- 仕上 - ライトフット、オフィス フウ、トレース・スタジオM、Wish
- 背景 - スタジオ・ユニ、アトリエローク 07
- コンポジット撮影 - アニメフィルム
- 特殊効果 - 佐藤香織
- CGI - つつみのりゆき
- 撮影協力 - ライトフット
- 音響制作 - AUDIO PLANNING U
- 音響演出助手 - 浦上靖之
- 音響制作デスク - 穂積千愛
- 録音スタジオ - APU MEGURO STUDIO
- ミキサー - 内山敬章
- アシスタント・ミキサー - 田口信孝
- 音響効果 - フィズサウンドクリエイション、松田昭彦、庄司雅弘、鷲尾健太郎、風間結花
- 音楽制作 - イマジン、齋藤裕二、マサル
- 音楽協力 - テレビ朝日ミュージック
- レコーディングエンジニア - 中村充時
- 音楽協力 - テレビ朝日ミュージック
- ドルビーフィルム・コンサルタント - 河東努、森幹生、コンチネンタルファーイースト（株）
- デジタル光学録音 - 西尾曻
- オープニングねんどクルー - 志賀剛、石田らどん、折無蓮、松本智子、平山志保、髙木愛子、田中陽子（トロル）、斉藤紀生
- 協力 - 宮島忠
- 取材協力 - 末廣屋喜一郎
- 編集 - 岡安プロモーション、藤本理子
- 撮影データ管理 - 柏原健二
- 現像 - 東京現像所
- HD編集 - 金高明宏、山本洋平、金沢佳明、野本健一
- フィルムレコーディング - 増田悦史
- タイミング - 井出義雄
- ラボ・コーディネート - 土志田麻美
- ラボ・マネージメント - 井上純一　近藤桂司
- 宣伝プロデューサー - 中西藍
- 宣伝 - 松木理恵子、槇田美香、西川由香里
- タイアップ協力 - 小川邦恵、堤直之、梅村剛司
- 宣伝協力 - 田中千尋、菅野あゆみ、馬渕吉喜
- 制作進行 - 國安真一、廣川浩二、新井宣圭、高橋紗ゆり
- 制作デスク - 山崎智史　馬渕吉喜
- プロデューサー -  吉田有希、本井健吾、鶴崎りか、鈴木健介
- 制作 - シンエイ動画、テレビ朝日、DK、双葉社

## 主題歌
- オープニングテーマ「T.W.L」[5]
  - 作詞・作曲：北川悠仁 / 編曲：野間康介 / 歌：関ジャニ∞（インペリアルレコード）
- エンディングテーマ「イエローパンジーストリート」[6]
  - 作詞・作曲：TAKESHI / 編曲：久米康隆・TAKESHI / 歌：関ジャニ∞（インペリアルレコード）

## TVSP
2011年4月8日には、テレビスペシャルとして「スパイ一族ノハーラだゾ」「スーパースパイミサエだゾ」が放送された。
野原一家がイギリスの田舎町に住むノハーラ一家（その正体は300年続くスパイの一族）という設定で登場。

## DVD・Blu-ray
- DVD - 2011年11月25日にバンダイビジュアルより発売。
- Blu-ray - 2023年12月22日にバンダイビジュアルより発売。

## テレビ放送
- 2012年4月13日にテレビ朝日系列で金曜19:00〜20:54で放送。ちなみに、この日は1992年4月13日のテレビアニメ放送開始から丸20年の日である。